# Tarick Johnson
Tarick Ajai Johnson (* 1. Dezember 1981 in Lakenheath) ist ein ehemaliger britisch-US-amerikanischer Basketballspieler.

## Werdegang
Der in Großbritannien geborene Johnson spielte in den Vereinigten Staaten Basketball an der Douglas Byrd High School in Fayetteville (Bundesstaat North Carolina). Auf Hochschulebene war er von 2000 bis 2004 Student und Basketballspieler an der Campbell University (ebenfalls North Carolina). Die beste Punktausbeute seiner vier Spieljahre in der NCAA erreichte der 1,93 Meter große Johnson in der Saison 2002/03 mit 17,1 je Begegnung.
Johnson begann seine Profilaufbahn in Deutschland, er wechselte zur Saison 2004/05 zu den Eisbären Bremerhaven, mit denen er im Frühling 2005 den Aufstieg in die Basketball-Bundesliga schaffte. Er blieb ein weiteres Spieljahr bei den Eisbären und kam 2005/06 zu zehn Bundesliga-Einsätzen (1,5 Punkte/Spiel), ehe er sich im Januar 2006 von der Mannschaft trennte und zu Landstede Zwolle in die Niederlande wechselte.
In der Saison 2006/07 stand Johnson bei London United in Großbritannien unter Vertrag und spielte dann drei Jahre in Spanien: 2007/08 beim Zweitligisten CB L’Hospitalet, 2008/09 beim Drittligaverein Gijon Baloncesto, für den er 20,1 Punkte je Begegnung erzielte, und 2009/10 wieder in der zweiten spanischen Liga beim CB Tarragona. In der Saison 2010/11 stand der britische Nationalspieler bei ETHA Engomis auf Zypern unter Vertrag.